# Phylloxera ren
Phylloxera ren är en insektsart. Phylloxera ren ingår i släktet Phylloxera och familjen dvärgbladlöss. Inga underarter finns listade i Catalogue of Life.